# Processos de Moscou

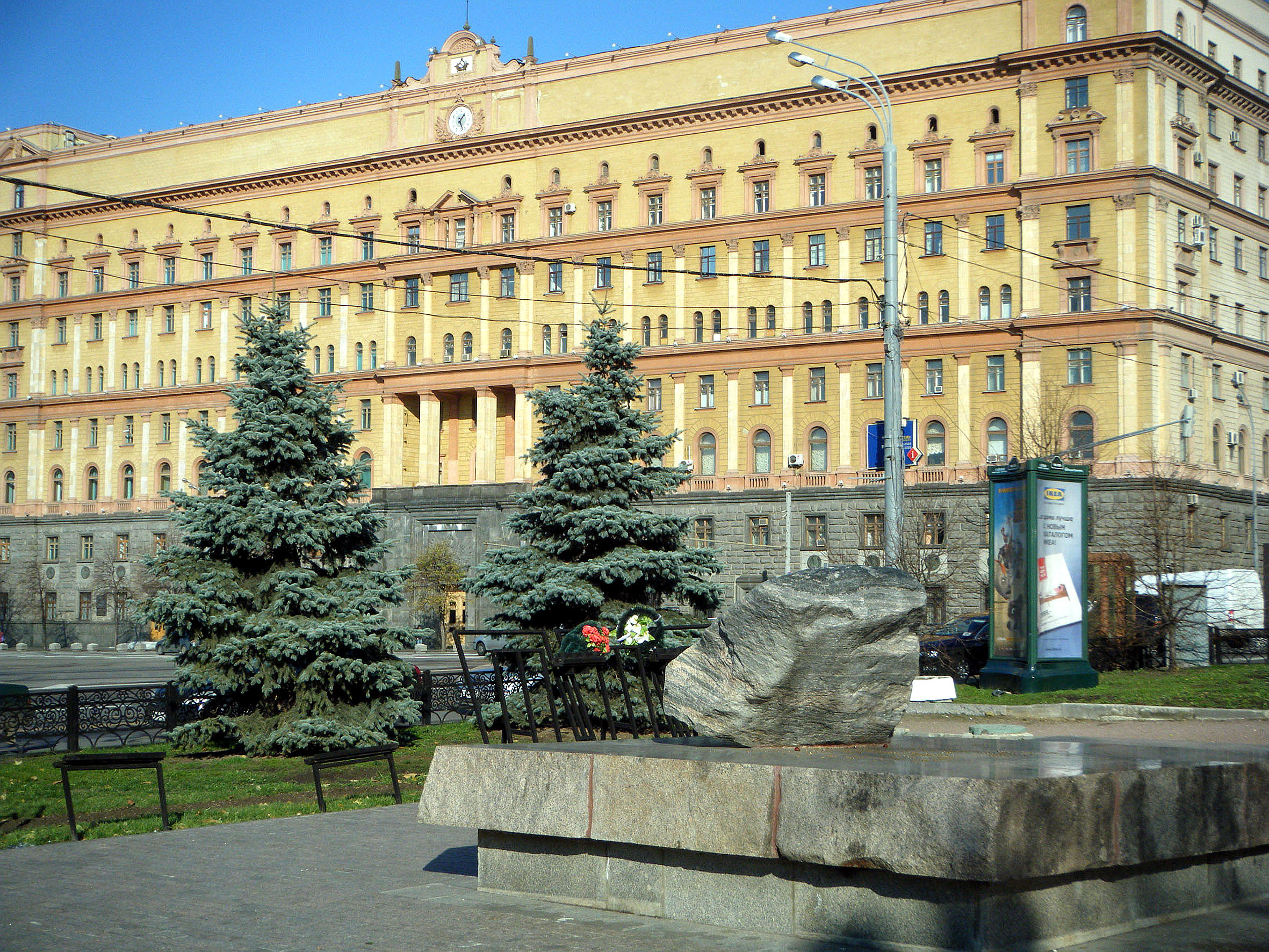
A prisão Luebjankan em Moscou, onde os acusados foram condenados e executados. Em primeiro plano, a pedra memorial das vítimas da opressão política na União Soviética

Os Processos de Moscou (português brasileiro) ou Processos de Moscovo (português europeu) ou Julgamentos de Moscou (português brasileiro) ou Julgamentos de Moscovo (português europeu) é como ficaram conhecidos uma série de julgamentos dos opositores de Josef Stalin ocorridos entre 1936 e 1938 na União Soviética, durante o Grande Expurgo. Houve três julgamentos:
1- o Caso do Centro Terrorista Trotskista-Zinovievista (Julgamento de Zinoviev-Kamenev ou "Julgamento dos Dezesseis"; 1936);
2- o Caso do Centro Trotskista Anti-Soviético (Julgamento de Pyatakov-Radek; 1937); e

3- o Caso do Bloco de Direitistas e Trotskistas anti-soviético (Julgamento de Bukharin-Rykov ou "Julgamento dos Vinte e Um"; 1938).
Esse processo resultou na execução da grande maioria dos velhos bolcheviques, a liderança do partido no tempo de Lenin, com a exceção de Stalin e outros membros de sua facção, como Kalinin, Molotov e Vorochilov. Inclusive dois dos membros da "troika" que governou a URSS entre 1923 e 1925, Grigori Zinoviev e Lev Kamenev, foram executados. Esses processos ficaram famosos pelas "confissões" arrancadas dos acusados sob tortura, coerção e chantagem. Sob estes métodos, a maioria dos acusados "confessou" conspirar contra a Revolução de Outubro.

## Oposição a Stalin e o assassinato de Kirov
Em 1932, houve o Caso Ryutin, em que certos membros da antiga oposição de direita passaram um manifesto anti-Stalinista para membros do partido, entre eles Zinoviev e Kamenev. O manifesto de Ryutin clamava pela "liquidação da ditadura de Stalin e seus aliados a força". Esse manifesto assustou o governo, que pensou que um golpe de Estado estava sendo organizado. Ryutin foi preso junto com vários de seus apoiadores. Por não terem informado o partido desse manifesto, Zinoviev e Kamenev foram expulsos do Partido Comunista. Eles estavam nessa época em negociações com os trotskistas na União Soviética, liderados por Andrei Konstantinov e Ivan Smirnov. Dessas negociações surgiu um bloco de oposição a Stalin do qual Zinoviev, Kamenev, trotskistas e alguns membros da Oposição de Direita faziam parte. Trótski estava diretamente envolvido, assim como seu filho Sedov, ambos tinham contato com a oposição na União Soviética. Pierre Broué e diversos historiadores presumiram que a oposição foi dissolvida após a prisão de vários de seus membros. No entanto, alguns documentos encontrados após a pesquisa de Broué mostraram que os trotskistas permaneceram ativos mesmo na prisão, na verdade, as prisões tornaram-se seus centros de atividades. Em dezembro de 1934, Serguei Kirov foi morto. O governo soviético conduziu uma investigação e acusou Zinoviev e seus seguidores de terem sido cúmplices no assassinato de Kirov.

## Condenados
Os processos culminaram com a execução de vários membros do Partido Bolchevique, consideradas figuras importantes por alguns historiadores durante a Revolução de Outubro embora não exista um consenso entre todos. Entre eles:
- Lev Kamenev - Membro do Comitê Central do Partido Bolchevique. Um dos membros da troika que governou a URSS entre 1923 e 1925. Condenado à morte.[8] Durante seu julgamento, confessou: "Servimos à causa fascista, organizamos a contra-revolução, tomamos posição contra o socialismo. Foi esse o caminho que seguimos, foi esse o abismo de desprezível traição em que caímos...".[9]

- Grigori Zinoviev - Membro do Comitê Central do partido desde 1907 e seu secretário em 1934. Membro do Bureau Político de 1919 a 1926. Presidente da Internacional Comunista de 1919 a 1926. Membro da troika. Condenado à morte e executado em 1936.[8] Durante seu julgamento, confessou: "Confesso minha culpa, como principal responsável pela organização do assassino de Kirov... O trotskismo é uma variante do fascismo e o zinovievismo é uma variante do troskismo..."[9]

- Leon Trótski - Membro do Comitê Central do partido e organizador do Exército Vermelho. Condenado in absentia em 1936 e assassinado em 1940 .

- Leon Sedov - Filho de Leon Trótski. Acusado e condenado nos Processos de Moscou, foi assassinado em Paris por um agente de Stálin.[8]

- Ievguêni Preobrajenski - secretário do Comitê Central antes de Stálin, Comissário do Povo de Finanças, dirigente do soviete dos Urais, economista e co-liderança com Trotski da Oposição de Esquerda. Preso se negou assinar confissão e por fim fuzilado sem julgamento em 1938.

- Joseph Pianisky - Social-democrata em 1896, agente do Iskra em 1901, bolchevique em 1903. Foi membro do Comitê de Moscou do partido, da Comissão Central de Controle e do Comitê Central. Preso em 1937, desapareceu "misteriosamente" na prisão.[8]

- Vissarion Lominadzé - Dirigente da Internacional dos Jovens e da Internacional Comunista. Membro do Comitê Central. Suicidou-se em 1934 depois de convocado pela GPU (polícia política).[8]

- Vladimir Antonov-Ovseenko - Membro do Comitê Militar Revolucionário, dirigiu a tomada do Palácio de Inverno. foi preso e fuzilado sem julgamento em 1938.[8]

- Nikolai Krestinski - Membro do Comitê Central em 1917 e seu secretário de 1919 a 1921. Condenado à morte e executado. Por 24 horas negou as "confissões" feitas no inquérito.[8]

- Georges Lomov - Membro do Comitê Central em 1917, durante a revolução. Fuzilado sem julgamento em 1937.[8]

- Ivar Smilga - Membro do Comitê Central desde 1911. Preso, desapareceu durante a grande purga.[8]

- Ivan Smirnov - membro do Comitê Central e membro do Comitê Militar Revolucionário da República. Lidera os sovietes da Sibéria, onde ganha o apelido de "Lênin da Sibéria". Participou ao longo da década de 1920 da Oposição de Esquerda. Membro do Conselho Superior da Economia Nacional e Comissário do Povo de Correios e Telegráfos. Nos anos 1930 organiza um braço clandestino da Oposição de Esquerda Internacional e se junta ao bloco de oposição. Preso e fuzilado em 1937.

- Nicolas Muralov - Dirigente do Soviete de Moscou em 1917. Condenado à morte e fuzilado. Durante seu julgamento, declarou: "Não culpo a ninguém, eu mesmo sou o culpado. Esta é minha dificuldade, meu problema, minha desgraça..."[9]

- Nikolai Bukharin - Membro do Comitê Central e do Bureau Político. Lenin o chamou de "filho querido do partido" em seu testamento. Preso, condenado à morte e executado.[8] Durante seu julgamento, declarou: "Esta não é a minha autodefesa. É a minha auto-acusação..."[9]

A explicação para as declarações absurdas das vítimas foi dada por Nikita Kruschev: "Naquele tempo, as confissões das vítimas causaram assombro e mistificação. Hoje, o mistério desapareceu. Eles eram espancados, torturados, esmagados até a submissão. A fórmula era simples: bater, bater e tornar a bater".

## Legado
Grande parte dos bolcheviques da era de Lênin, exceto Stalin, Kalinin, Vorochilov, Molotov e Trotsky, foram julgados, e depois presos ou excutados. Dos 1 966 delegados ao congresso do partido em 1934, 1 108 foram presos. Dos 139 membros do Comitê Central, 98 foram presos. Três dos cinco marechais soviéticos (Alexander Ilyich Yegorov, Vasily Blyukher, Tukhachevsky) e vários milhares de oficiais do Exército Vermelho foram presos ou fuzilados. O principal acusado, Leon Trotsky, estava vivendo no exílio no exterior, mas ele ainda não sobreviveu ao desejo de Stalin de tê-lo morto e foi assassinado por um agente soviético no México em 1940.
Enquanto o Discurso Secreto de Khrushchev denunciava o culto e os expurgos da personalidade de Stalin já em 1956, a reabilitação dos bolcheviques antigos prosseguia a passos lentos. Nikolai Bukharin e outros 19 réus foram oficialmente completamente reabilitados em fevereiro de 1988. Yagoda, que estava profundamente envolvido no grande expurgo como chefe da NKVD, não foi incluído. Em maio de 1988, foi anunciada a reabilitação de Zinoviev, Kamenev, Radek e co-réus.
Após a morte de Stalin, Nikita Khrushchev repudiou os julgamentos em um discurso no Vigésimo Congresso do Partido Comunista Russo:
A comissão se familiarizou com uma grande quantidade de materiais nos arquivos do NKVD e com outros documentos e estabeleceu muitos fatos relativos à fabricação de casos contra comunistas, a flagrantes abusos que resultaram na morte de pessoas inocentes. Tornou-se aparente que muitos partidos e pessoas que foram marcados em 1937-38 como 'inimigos', na verdade nunca foram inimigos ou espiões, mas eram comunistas honestos ... Eles não foram capazes de suportar torturas bárbaras.
Sabe-se agora que as confissões foram dadas somente após grande pressão psicológica e tortura ter sido aplicada aos réus. Dos relatos do ex-oficial da GPU Alexander Orlov e outros, os métodos usados para extrair as confissões são conhecidos: espancamentos repetidos, tortura, fazer prisioneiros ficarem sem dormir por dias a fio e ameaças de prender e executar as famílias dos prisioneiros. Por exemplo, o filho adolescente de Kamenev foi preso e acusado de terrorismo. Depois de meses de interrogatório, os réus foram levados ao desespero e à exaustão.
O historiador britânico Alan Bullock menciona que os Processos de Moscou atenderam plenamente as necessidades de Stalin, tanto psicológica quanto politicamente. Do ponto de vista psicológico, reduzia o medo de conspirações e satisfazia sua vingança, que, segundo Bullock, "permanece sempre forte em um personagem no qual não havia lugar para generosidade ou arrependimento". Do ponto de vista político, os processos "dificultaram o trabalho de qualquer tipo de oposição e pensamento independente, e assim abriram caminho para um exercício de poder autocrático completo".

## Reabilitação
O Politburo do Partido Comunista da União Soviética criou em 28 de setembro de 1987 uma comissão especial que funcionou inicialmente presidida por Mikhail Solomentsev, e a partir de outubro de 1988 por Alexander Nikolaevich Yakovlev. Ela examinou os casos dos julgamentos de Moscou e de muitas outras vítimas do stalinismo completando seu trabalho em julho de 1990 com a reabilitação de mais de um milhão de cidadãos soviéticos.